# Emmi Bonhoeffer
Emilie „Emmi“ Bonhoeffer, geborene Emilie Delbrück (* 13. Mai 1905 in Berlin; † 12. März 1991 in Düsseldorf) war eine deutsche Widerstandskämpferin gegen den Nationalsozialismus. Sie war verheiratet mit dem Juristen Klaus Bonhoeffer. Nach dem Krieg half sie Kriegsflüchtlingen und betreute Zeugen bei den Auschwitzprozessen 1964.

## Leben
Emilie Delbrück wurde am 13. Mai 1905 als das sechste von sieben Kindern von Lina (geborene Thiersch) und Hans Delbrück geboren und gehörte damit der einflussreichen preußischen Familie Delbrück an. Ihre Mutter war eine Enkelin des Chemikers Justus von Liebig aus dem hessischen Geschlecht Liebig. Zu ihren Brüdern gehörten der Jurist Justus Delbrück und der Biophysiker Max Delbrück. Sie besuchte das Oberlyzeum Wellmann in Berlin-Charlottenburg und nach dem Abschluss eine landwirtschaftliche Frauenschule. Danach studierte sie Musik – ihr Instrument war die Violine.
Schon in ihrer Jugend entstanden enge Kontakte zu den Familien Harnack und Bonhoeffer, die später im Widerstand gegen Hitler eine große Rolle spielten. Am 3. September 1930 heiratete sie den drittältesten der acht Bonhoeffergeschwister, Klaus. Ihr jüngster Bruder Max emigrierte 1936 in die USA, während einer ihrer älteren Brüder Justus sich dem Widerstand anschloss. Neben diesen beiden gab es einen weiteren Bruder, der jedoch 1917 gefallen ist, sowie drei ältere Schwestern.
Ab 1937 hatte das Ehepaar Bonhoeffer ein Haus in der Reihenhaussiedlung Eichkamp in Berlin-Charlottenburg gemietet.

## Politisches Wirken
Emmi Bonhoeffer begleitete ihren Mann, den Bruder und die Schwäger Dietrich Bonhoeffer, Hans von Dohnanyi und Rüdiger Schleicher in der Zeit des Widerstands, wiewohl sie – schon zu ihrer eigenen Sicherheit – nur begrenzt in die Einzelheiten der Verschwörung gegen Hitler eingeweiht war. Andererseits übernahm sie – wie andere Frauen im Widerstand auch – immer wieder die Weitergabe von Nachrichten und andere Aufgaben.
Nach der Ermordung ihres Mannes am 23. April 1945 floh sie nach Gronenberg (Scharbeutz) in Schleswig-Holstein, wo sie schon ihre drei Kinder in Sicherheit gebracht hatte. Dort baute sie die Flüchtlingshilfsorganisation „Hilfe für Hilfe“ auf, die amerikanische Kleiderspenden gegen Nachbarschaftshilfe und Gemeinschaftsarbeit abgab. Sie wurde von US-amerikanischen Frauenverbänden eingeladen, über die Situation der Kriegsflüchtlinge und die Gronenberger Selbsthilfe zu sprechen. Sie baute zudem eine Nähstube auf, die die Kleiderspenden vor Ort aufbereitete. Von 1948 bis 1952 war Emmi Bonhoeffer Gemeinderätin der CDU in Gleschendorf.
In den Jahrzehnten nach dem Krieg engagierte sie sich gegen das Vergessen der deutschen Verbrechen während der Zeit des Nationalsozialismus sowie für Frieden und Gerechtigkeit. In den ersten Jahren der deutschen Teilung baute sie ein Hilfsnetz mit auf, um Päckchen mit Spenden nach Ostdeutschland zu schicken. 1964, nach ihrem Umzug nach Frankfurt am Main, übernahm sie es, die teils hochbetagten Zeugen im Auschwitz-Prozess zu betreuen, die aus den USA und Israel anreisten. Ihre Briefe über diese Zeit an eine in den USA lebende jüdische Freundin wurden 1965 veröffentlicht und wurden auch auf Englisch und Niederländisch übersetzt.
Später arbeitete sie bei amnesty international mit und engagierte sich gegen die Stationierung von US-Atomwaffen in Deutschland im Zusammenhang mit dem NATO-Doppelbeschluss zu Beginn der 1980er-Jahre.
Die letzten 20 Lebensjahre, ab 1970, verbrachte Emmi Bonhoeffer in Düsseldorf, wo sie am 12. März 1991 starb.

## Ehrungen
1954 erhielt sie das Bundesverdienstkreuz 1. Klasse.
Seit dem 1. August 2024 trägt die Grund- und Gemeinschaftsschule in Pönitz (Scharbeutz) den Namen Emmi-Bonhoeffer-Schule.

## Werke
- Zeugen im Auschwitz-Prozess: Begegnungen und Gedanken. Wuppertal-Barmen: Kiefel 1965 (Die Brücke).
- Sigrid Grabner und Hendrik Röder (Hrsg.): Emmi Bonhoeffer: Essay, Gespräch, Erinnerung. Lukas Verlag, Berlin 2004, ISBN 3-936872-31-7
- Jutta Koslowski (Hrsg.): Nach dem 20. Juli 1944 – Ein unveröffentlichter Erlebnisbericht von Emmi Bonhoeffer. (2021) Volltext, Kurzfassung auch in: Bonhoeffer-Rundbrief Nr. 131 (2021), S. 15–42.